# (27079) Vsetín
27079 Vsetin (1998 TO6) – planetoida z grupy pasa głównego asteroid okrążająca Słońce w ciągu 3,61 lat w średniej odległości 2,35 j.a. Odkryta 15 października 1998 roku.